# Karel Čurda
Karel Čurda, né le 10 octobre 1911 à Stará Hlína (cs) (Autriche-Hongrie) et mort le 29 avril 1947 à Prague (Tchécoslovaquie) est un militaire tchécoslovaque, membre du groupe Out Distance (en) et informateur de la Gestapo. 
Ayant dénoncé les assassins du dirigeant nazi Reinhard Heydrich, il est exécuté après la fin de la Seconde Guerre mondiale pour haute trahison. 

## Biographie
Pendant sa période d'entraînement, ses camarades le jugent peu fiable (il aurait eu des propos élogieux pour le Troisième Reich sous l'emprise de la boisson) et s'en ouvrent au responsable de l'espionnage tchécoslovaque qui n'en tient pas compte.
Il est parachuté dans le protectorat de Bohême-Moravie le 28 mars 1942 en tant que membre du commando Out Distance (en),,. Il serait un des deux seuls parachutés à avoir déclaré être volontaire par goût de l'aventure et non par patriotisme. 
Karel Čurda trahit les membres du commando ayant mené l'opération Anthropoid (Jozef Gabčík, Jan Kubiš et Josef Valčík), qui a abouti à la mort du dirigeant nazi Reinhard Heydrich. Ses camarades étaient dissimulés dans la crypte de l'église Saints-Cyrille-et-Méthode dans le centre de Prague. On ignore encore si la récompense et l'amnistie assortie sont les seules raisons qui ont poussé Čurda à la trahison.
En effet, il déclare à la Gestapo qu'il agit pour faire cesser les massacres d'innocents par les SS. Aussi, pour les services de renseignements britanniques, il était possible qu'il soit un agent double, travaillant pour les Allemands. Il est aussi possible qu'il ait agi en partie pour protéger sa mère, chez qui il se cachait depuis les attentats.
Il reçoit comme récompense de sa trahison dix millions de couronnes et une nouvelle identité, « Karl Jerhot ». Sous ce nom, il épouse une Allemande et devient espion à la solde de la Gestapo.
Après la guerre, Čurda est recherché et arrêté à Manětín le 19 mai 1945 alors qu'il tentait de fuir le pays. Lors de son procès, questionné sur les raisons pour lesquelles il avait trahi ses camarades, il répond « Je crois que vous en feriez autant pour un million de marks ». Cette somme (ou dix millions de couronnes tchécoslovaques) était effectivement le montant de la récompense offerte pour toute information permettant d'arrêter les membres du commando qui avait tué Heydrich,.
Reconnu coupable de trahison, Karel Čurda est pendu à la prison de Pankrác le 29 avril 1947, en compagnie d’un autre traître, Viliam Gerik (cs).